# Bielany (rejon miorski)
Bielany (biał. Бяляны; ros. Беляны) – wieś na Białorusi, w obwodzie witebskim, w rejonie miorskim, w sielsowiecie Mikołajewo.

## Historia
W czasach zaborów wieś w gminie Mikołajewo, w powiecie dzisieńskim, w guberni wileńskiej Imperium Rosyjskiego.
W latach 1921–1945 wieś leżała w Polsce, w województwie wileńskim, w powiecie dziśnieńskim w gminie Mikołajów.
Według Powszechnego Spisu Ludności z 1921 roku zamieszkiwały tu 105 osób, 68 było wyznania rzymskokatolickiego, 1 prawosławnego a 36 staroobrzędowego. Jednocześnie 103 mieszkańców zadeklarowało polską, 1 białoruską a 1 inną przynależność narodową. Było tu 13 budynków mieszkalnych. W 1931 w 18 domach zamieszkiwało 124 osoby.
Wierni należeli do parafii prawosławnej w Mikołajowie Dziśnieńskim i rzymskokatolickiej w Dziśnie. Miejscowość podlegała pod Sąd Grodzki w Dziśnie i Okręgowy w Wilnie; właściwy urząd pocztowy mieścił się w Dziśnie.
W wyniku napaści ZSRR na Polskę we wrześniu 1939 miejscowość znalazła się pod okupacją sowiecką. 2 listopada została włączona do Białoruskiej SRR. Od czerwca 1941 roku pod okupacją niemiecką. W 1944 miejscowość została ponownie zajęta przez wojska sowieckie i włączona do Białoruskiej SRR.
Od 1991 w składzie niepodległej Białorusi.